# Julia Duporty
Julia Duporty est une sprinteuse cubaine née le 9 février 1971 à Guantánamo, spécialiste du 200 et 400 mètres.

## Palmarès
- Jeux olympiques d'été de 2000 : finaliste du relais 4 × 400 m
- Jeux olympiques d'été de 1996 : finaliste du relais 4 × 400 m
- Championnats du monde d'athlétisme 1999 : finaliste du relais 4 × 400 m
- Championnats du monde d'athlétisme 1995 : finaliste du relais 4 × 400 m
- Championnats du monde d'athlétisme 1993 : finaliste du relais 4 × 100 m
- Championnats du monde d'athlétisme 1991 : finaliste du relais 4 × 100 m
- Jeux panaméricains de 1999 : vainqueur du relais 4 × 400 m
- Jeux panaméricains de 1995 : vainqueur du relais 4 × 400 m
- Coupe du monde des nations de 1994 : 3e du relais 4 × 400 m
- Championnats d'Amérique centrale et des Caraïbes d'athlétisme 1997 : vainqueur du 400 m
- Championnats d'Amérique centrale et des Caraïbes d'athlétisme 1993 : vainqueur du 400 m
- Goodwill Games de 1994 : 2e du relais 4 × 100 m et 3e du relais 4 × 400 m
- Championnats du monde junior de 1990 : 3e du relais 4 × 400 m